# Résolution 1145 du Conseil de sécurité des Nations unies
La résolution 1145 du Conseil de sécurité des Nations unies est adoptée à l'unanimité le 19 décembre 1997. Après avoir pris acte de la fin du mandat de l'Administration transitoire des Nations unies pour la Slavonie orientale, la Baranja et le Srem occidental, le 15 janvier 1998, conformément à la résolution 1120 (1997), a autorisé un groupe de soutien composé de 180 observateurs de la police civile, connu sous le nom de Groupe de soutien de la police civile des Nations unies (UNPSG), à observer la situation dans l'est de la Croatie pour une période supplémentaire de neuf mois.
Le Conseil de sécurité a rappelé que l'Organisation pour la sécurité et la coopération en Europe (OSCE) avait renforcé sa mission en Croatie afin d'inclure le retour dans les deux sens des réfugiés et des personnes déplacées et de mettre l'accent sur la protection des droits de l'homme. Dans le même temps, la Croatie a demandé le maintien de la présence d'observateurs de la police civile des Nations unies après l'expiration du mandat de l'ATNUSO.
Il a été rappelé au gouvernement croate ses obligations en matière de respect des droits de l'homme et des libertés fondamentales, soulignant que le gouvernement, la police et les autorités judiciaires en portaient la responsabilité. Il a également été invité à respecter ses engagements, y compris ceux pris avec l'ATNUSO. Le Conseil a également réaffirmé le droit des réfugiés à rentrer chez eux et s'est félicité des progrès réalisés par le gouvernement croate à cet égard, appelant en outre à la suppression des obstacles juridiques et autres entraves aux retours dans les deux sens. Dans le même temps, il a été rappelé à la communauté serbe qu'elle devait adopter une attitude constructive en vue de son intégration à la Croatie.
Le Conseil de sécurité a créé, avec effet au 16 janvier 1998, un groupe de soutien de 180 observateurs de police pour une période unique de neuf mois afin de superviser la police dans la région du Danube au nord-est de la Croatie, près de la frontière avec la Serbie-et-Monténégro. Les observateurs surveilleraient spécifiquement le retour des personnes déplacées et assumeraient la responsabilité de l'ensemble du personnel et des biens de l'ATNUSO jusqu'à la fin de son mandat. Enfin, la résolution conclut en demandant au secrétaire général Kofi Annan de présenter un rapport sur la situation avant le 15 juin 1998.